# La eterna noche de las doce lunas
La eterna noche de las doce lunas s una pel·lícula documental colombiana de 2013 dirigida per Priscil·la Padilla. Narra la història de Filia Rosa Urania, una nena provinent de la comunitat indígena wayúu en el departament de La Guajira a Colòmbia i del ritual ancestral que l'obliga a romandre un any tancada després de l'arribada de la seva primera menstruació. El documental va guanyar un premi Índia Catalina en el Festival Internacional de Cinema de Cartagena en 2013 i el guardó al Millor Documental Llatinoamericà en el Festival de Cinema Llatinoamericà de Tolosa de Llenguadoc el mateix any.
També fou seleccionada com a part de la selecció oficial a la XX Mostra de Cinema Llatinoamericà de Catalunya en la que va guanyar el premi al millor documental i el premi del públic al millor documental.